# چرخه اتکینسون
در علم ترمودینامیک و در بحث چرخه‌های ترمودینامیکی، موتور چرخهٔ اتکینسون یک نوع موتور درون‌سوز می‌باشد که توسط جیمز اتکینسون در سال ۱۸۸۲ میلادی ابداع شد. چرخهٔ اتکینسون برای فراهم کردن ماکزیمم چگالی توان به ازای هزینهٔ خرج شده، طراحی می‌شود و امروزه در برخی از خودروهای برقی دوگانه (همچون تویوتا پریوس) کاربرد دارد.

## چرخهٔ ایده‌آل ترمودینامیکی

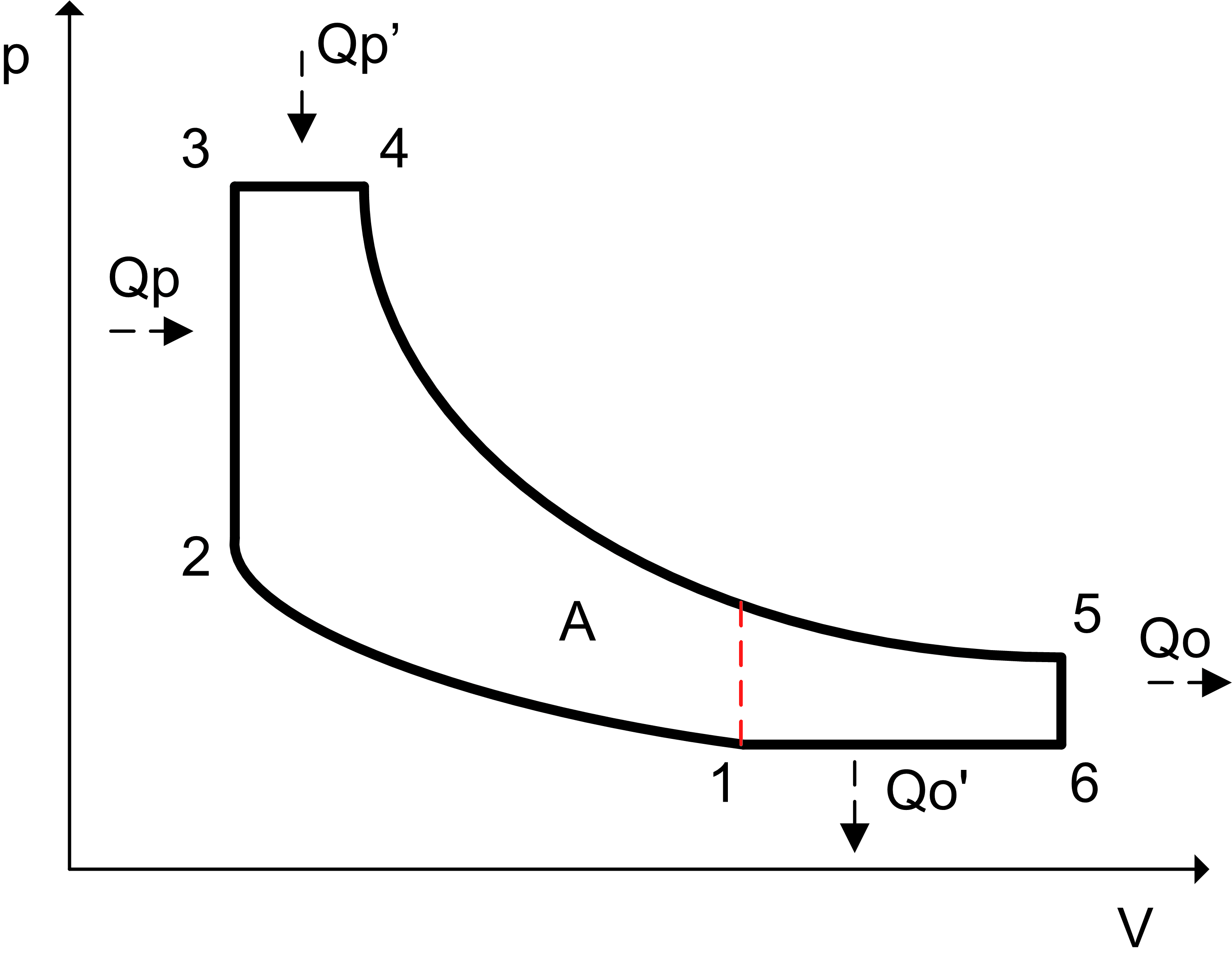
منحنی فشار - حجم چرخهٔ ایده‌آل اتکینسون

چرخهٔ اتکینسون ایده‌آل شامل فرآیندهای زیر می‌باشد:
۱ به ۲ – فرایند تراکم هم آنتروپی (بی‌درو و برگشت‌پذیر)
۲ به ۳ – فرایند گرمایش هم حجم
۳ به ۴ – فرایند گرمایش هم فشار
۴ به ۵ – فرایند انبساط هم آنتروپی
۵ به ۶ – فرایند سرمایش هم حجم
۶ به ۱ - فرایند سرمایش هم فشار